# Irréductible (film)
Pour les articles homonymes, voir Irréductible.
Pour plus de détails, voir Fiche technique et Distribution.
Irréductible est un film français réalisé par Jérôme Commandeur et sorti en 2022. Il s'agit d'un remake du film italien Quo vado? de Gennaro Nunziante.
Le film suit la famille Peltier. Ils sont dans la fonction publique depuis plusieurs générations. Mais un jour, un vaste plan économique est lancé par le gouvernement. Vincent Peltier, paisible fonctionnaire aux Eaux et Forêts à Limoges, est alors poussé à démissionner par une inspectrice du ministère, Isabelle Bailliencourt. Vincent refuse de capituler et veut profiter des avantages liés à son statut, dont un emploi « à vie ». Face à son refus, la tenace Isabelle Bailliencourt va malgré tout tenter de le faire partir. Vincent est alors muté à de nombreuses reprises... même au Groenland.
Il est présenté au festival international du film de comédie de l'Alpe d'Huez 2022 où il remporte le grand prix.

## Synopsis
Au beau milieu de l'Équateur, Vincent Peltier (Jérôme Commandeur) et son chauffeur (Estéban) sont capturés par une tribu indigène. Leur chef, Coca, demande à Vincent de lui raconter sa vie pour juger son âme. Si elle est corrompue, ils seront brûlés vifs ; dans le cas contraire, ils les libèreront.
Depuis tout petit, Vincent rêve d'être fonctionnaire, comme son père, surtout pour les nombreux avantages que le métier apporte. Ayant réussi à le devenir aux Eaux et Forêts de Limoges, sa vie est un véritable paradis. Une réforme du Ministre (Gérard Darmon) oblige cependant de nombreux fonctionnaires à démissionner, dont Vincent. Sans recours possibles, Vincent monte sur Paris pour toucher son chèque de licenciement. Voyant une affiche de Michel Gougnat (Christian Clavier), un syndicaliste, Vincent se rend dans son local pour lui demander conseil. Michel lui explique que le ministère cherchera à le muter pour le pousser à partir mais qu'il ne doit céder sous aucun prétexte. Suivant la leçon de son mentor, Vincent refuse le chèque d'Isabelle Bailliencourt (Pascale Arbillot) et se voit donc envoyer dans divers lieux tous plus insolites les uns que les autres.
Quelque temps plus tard, Isabelle est félicitée pour ses résultats par le Ministre, qui lui promet qu'elle fera partie de son futur cabinet au Quai d'Orsay. Seule ombre au tableau, Vincent, qui est le dernier fonctionnaire à lui résister. Excédée, Isabelle l'envoie au Groenland dans l'espoir de le briser définitivement.
D'abord terrifié par les conditions extrêmes, Vincent tombe amoureux d'Eva (Lætitia Dosch), une chercheuse, ce qui lui permet de tenir. Le couple se rapproche et Vincent est invité dans sa maison en Suède. Il y fait la connaissance de ses trois enfants, qu'elle a eus de pères différents  lors de ses voyages autour du globe. Un jour, Isabelle arrive dans la base pour, encore une fois, lui demander de partir. En effet, la mutation de Vincent en Arctique a coûté énormément d'argent et la presse tient le Ministre pour responsable. Ce dernier compte muter Isabelle à son tour si elle ne règle pas ce problème. Grâce aux conseils de Michel, Vincent s'en sort une fois encore mais Isabelle lui promet que sa prochaine affectation sera bien pire.
Vincent emménage dans la maison d'Eva et se fait rapidement à la vie suédoise jusqu'à ce que la nuit polaire plonge le pays dans l'obscurité. Démoralisé, Vincent décide d'accepter sa mutation et retourne en France avec sa nouvelle famille. Là-bas, il devient gardien dans une prison mais, là encore, réussit à s'en sortir en faisant entrer divers objets pour les condamnés. Eva, qui ne supporte pas la vie en banlieue parisienne et les magouilles de son nouveau compagnon, décide de partir. Malgré l'ultimatum qu'elle lui pose, Vincent n'arrive pas à renoncer aux privilèges de sa fonction et la perd. Pendant la soirée, Isabelle vient lui rendre visite, dans l'espoir qu'il signe enfin sa lettre de démission, pour éviter que le Ministre ne la mute à Saint-Pierre-et-Miquelon. Devant la somme proposée, Vincent demande encore conseil à Michel qui lui dit de tenir, car la réforme est sur le point de prendre fin, et qu'il sera automatiquement réembauché à Limoges. Cela s'avère exact et Vincent retrouve son ancien poste.
Quelques mois plus tard, il reçoit un coup de fil d'Eva qui se trouve en plein Équateur et lui annonce qu'il va être papa. Le Chef Coca accepte donc de les laisser repartir et Vincent arrive dans une maternité en pleine jungle où il découvre sa fille. Là encore, il se fait remarquer en tentant de profiter de son statut mais Eva n'accepte pas son comportement et lui fait comprendre qu'il perdra sa fille s'il continue ainsi. Vincent accepte donc de démissionner avec un bonus d'Isabelle et s'installe en Équateur avec sa famille.
Ayant réussi sa mission, Isabelle est sur le point d'entrer au Quai d'Orsay quand elle reçoit une vidéo de Vincent qui lui montre que l'intégralité de l'argent qu'il a touché a servi à rénover la maternité.

## Fiche technique
Sauf indication contraire, les informations mentionnées dans cette section peuvent être confirmées par la base de données cinématographiques IMDb,  présente dans la section « Liens externes ».
- Titre original : Irréductible
- Réalisation : Jérôme Commandeur
- Scénario : Jérôme Commandeur et Xavier Maingon, d'après le scénario original de Gennaro Nunziante et Checco Zalone (Quo vado?)
- Musique : Maxime Desprez et Michaël Tordjman
- Décors : Stéphane Rozenbaum
- Costumes : Aurore Pierre
- Photographie : Nicolas Massart
- Son : Jean-Paul Guirado
- Montage : Jean-François Elie
- Production : Quentin de Revel, Thierry Desmichelle, Rémi Jimenez
  - Coproduction : Pietro Valsecchi, Camilla Nesbitt
  - Production exécutive : Patrice Arrat
- Sociétés de production : Macadam Films, Medset Film et SND Films
- Société de distribution : SND (France)
- Budget : 11,47 millions d'euros
- Pays de production :  France
- Langue originale : français
- Format : couleur
- Genre : comédie
- Durée : 85 minutes
- Dates de sortie[2] :
  - France : 19 janvier 2022 (festival de l'Alpe d'Huez) ; 29 juin 2022 (sortie nationale)

## Distribution
Sauf indication contraire, les informations mentionnées dans cette section peuvent être confirmées par la base de données cinématographiques IMDb,  présente dans la section « Liens externes ».
- Jérôme Commandeur : Vincent Peltier
- Lætitia Dosch : Eva Brébant
- Pascale Arbillot : Isabelle Bailliencourt
- Christian Clavier : Michel Gougnat, le syndicaliste
- Gérard Darmon : Roselyn Bacheron, le ministre
- Valérie Lemercier : la directrice du centre arctique
- Estéban : le chauffeur
- Malik Bentalha : le directeur de la prison
- Nicole Calfan : Martine Peltier
- Eva Darlan : Monique, la belle-mère de Vincent
- Jean-Marie Winling : Jean-Paul Peltier
- Karina Beuthe Orr : Inger, compagne suédoise de Vincent
- Nicolas Lumbreras : Maxime
- Delphine Baril : Sylvie, la copine de Vincent
- Michel Crémadès : Gérard, le chasseur
- Fabienne Galula : l'adjointe véreuse de la mairie de Villepinte
- Jeanne Arènes : l'employée à la scolarité de la mairie
- Anne-Sophie Lapix : elle-même
- Gérard Depardieu : lui-même
- Éric Frey : le collègue de Vincent
- Philippe Uchan : Jean-François Porrier
- Stéphane Pezerat : José, l'assistant d'Isabelle Bailliencourt
- Karim Wallet : le facteur
- Jean-Louis Loca : chef Coca

## Production

### Genèse et développement
La comédie n'est pas une idée originale de son réalisateur. Il s'agit d'une adaptation d'un film italien, Quo vado ?, sortie en 2015 de l'autre côté des Alpes, mais encore inédit en France. En Italie, la comédie avait réalisée un beau score, plus de 9 millions d'entrées pour 68 millions de dollars de recette, soit un score plus important que Star Wars VII. Le réalisateur a toutefois déclaré avoir remanié le scénario, à la fois pour s'adapter au public français et son environnement, mais aussi pour prendre en compte les changements sociétaux qui se sont produits depuis l'écriture du scripte original vers 2013.

« Les comédies doivent s'inspirer de ce qui se fait, de ce qui se dit, de l'air du temps »

### Tournage
Le tournage a lieu notamment en Haute-Vienne (Limoges et son aéroport - pour récréer un aéroport suédois, Saint-Priest-sous-Aixe, Bersac-sur-Rivalier et Villefavard), Paris et l'Île-de-France (notamment les studios de Saint-Ouen, et le bâtiment de l'ESIEE), les Alpes (les Deux Alpes) et La Réunion,.

## Bande originale
Al Bano et Romina Power-Felicità

## Accueil

### Sortie
Initialement prévu pour le 30 mars 2022, le second long-métrage de Jérôme Commandeur sort dans les salles obscures le 29 juin suivant.

### Accueil critique
Le site Allociné donne une moyenne de 2,9⁄5, à partir de l'interprétation de 21 critiques de presse recensées.
La presse est assez partagée sur la qualité du film. Le Parisien parle d' « une comédie irrésistible, hilarante et romantique ». La Voix du Nord est vraisemblablement tombée sous le charme de la seconde comédie de Jérôme Commandeur : « Derrière une apparente rondeur humoristique (et physique !), l’homme signe une farce sacrément loufoque, gentiment aventureuse et hautement sarcastique qui se permet même de flirter avec la comédie romantique grâce à un duo avec Lætitia Dosch plein d’humanité et de fraîcheur ». Pour Le JDD, il s'agit là d'une « comédie populaire dans le sens noble du terme, portée par une qualité d’écriture et une réalisation ambitieuse ».
Le site Première publie une critique plutôt positive pour le film. Le critique déclare que Jérôme Commandeur « manie un humour aux frontières de l'absurde (...) sans jamais perdre de vue l’humanité de ses personnages ». Là où la critique est plus négative c'est que le film « aurait peut-être gagné à être un poil plus vachard (sûrement la grande limite du film) ».
Le site aVoir-aLire résume sa critique ainsi : « Irréductible, récompensé par le Grand Prix de la vingt-cinquième édition du Festival de comédie de l’Alpe d’Huez, se joue des clichés qui collent à la peau des fonctionnaires. Pari rigolo risqué mais gagné pour Jérôme Commandeur. ».
Dans les critiques plus négatives (voire très), celle de Ouest-France laisse entendre un manque de sincérité lors de la vente du film aux spectateurs et spectatrices : « tout cela est sympathique mais bien moins drôle que le laisse présager la bande-annonce ». Quand Les Inrockuptibles parle d'un film qui « multiplie les clichés et l’humour réac jusqu’à la nausée », Marianne critique le manque « d’inventivité. Là, les sketchs sont attendus, convenus, vus et revus depuis Coluche. C’est gros, et ça ne passe pas ».
Des critiques plus mitigées ont également été produites. Le Monde avance « la surenchère des péripéties relance, d’une manière générale, un film menacé par une certaine facilité ». L'Obs était peu emballé à l'idée de visionner le film : « on craignait le pire, aux confins du poujadisme populiste. Eh bien non, ce film, remake d’une production italienne, est porté par un trait comique certes appuyé, mais jamais lourdingue ». GQ « aurait aimé que l'énergie du film, assez emballante pendant la première demi-heure, ne retombe pas aussi soudainement pour ramener Irréductible vers des chemins plus consensuels ».

### Box-office
Pour son premier jour d'exploitation en France, le film se place en tête du box-office des nouveautés. Il réalise 73 704 entrées, dont 35 654 en avant-première, pour 616 copies. La comédie est suivie au classement par une autre comédie française : La Traversée (18 331).
Au bout d'une première semaine d'exploitation, le long-métrage frôle le podium pour une 4e place avec ses 425 981 entrées, derrière le long-métrage Pixar Buzz l'éclair (464 409) et devant le biopic américain Elvis (311 924). Pour sa seconde semaine d'exploitation, la comédie française perd deux places au box-office avec ses 167 870 entrées, derrière Elvis (183 009) et devant La Traversée (102 309). En 3e semaine d'exploitation, Irréductible réalise 77 347 entrées, se classant en 10e position du box-office, derrière la nouveauté la Nuit du 12 (93 058).
| Pays ou région | Box-office      | Date d'arrêt du box-office | Nombre de semaines |
| -------------- | --------------- | -------------------------- | ------------------ |
| France         | 760 673 entrées | 30 août 2022               | 9                  |
| Total mondial  | 5 409 880 $     | -                          | -                  |

## Distinction
- Festival international du film de comédie de l'Alpe d'Huez 2022 : Grand prix[23],[24]